# Karl Bogdanovič Knorring
Karl Bogdanovič Knorring (rusko Карл Богданович Кнорринг; nemško Karl von Knorring), ruski general baltsko-nemškega rodu, * 1774, † 1817.
Bil je eden izmed pomembnejših generalov, ki so se borili med Napoleonovo invazijo na Rusijo; posledično je bil njegov portret dodan v Vojaško galerijo Zimskega dvorca.

## Življenje
1. januarja 1787 je vstopil v gardno konjenico, nakar je bil leta 1796 premeščen v pehoto s činom stotnika. 4. septembra 1805 je postal adjutant generala Michaelsona, s katerim se je udeležil bojev proti Francozem.
12. junija 1806 je postal poveljnik ulanskega polka; zaradi izrednega vodstva je bil 12. decembra 1807 povišan v polkovnika. 
4. marca 1811 je bil imenovan za poveljnika 17. konjeniške brigade in 29. maja 1812 je postal poveljnik Tatarskega ulanskega polka. 
Zaradi zaslug v bojih je bil 2. decembra 1812 povišan v generalmajorja.